# Sierra de Peña Sagra
Sierra de Peña Sagra este o arie protejată (arie de protecție specială avifaunistică — SPA) din Spania întinsă pe o suprafață de 5.061,75 ha, integral pe uscat.

## Localizare
Centrul sitului Sierra de Peña Sagra este situat la coordonatele 43°08′59″N 4°27′28″W / 43.1496°N 4.4578°V.

## Înființare
Situl Sierra de Peña Sagra a fost declarat arie de protecție specială avifaunistică în august 2000 pentru a proteja 20 de specii de animale.

## Biodiversitate
Situată în ecoregiunea atlantică, aria protejată nu include niciun habitat protejat.
La baza desemnării sitului se află mai multe specii protejate:
- păsări (12): acvilă de munte (Aquila chrysaetos), caprimulg (Caprimulgus europaeus), șerpar (Circaetus gallicus), erete vânăt (Circus cyaneus), ciocănitoarea de stejar (Dendrocopos medius), ciocănitoare neagră (Dryocopus martius), șoim călător (Falco peregrinus), acvilă pitică (Hieraaetus pennatus), vultur egiptean (Neophron percnopterus), Perdix perdix hispaniensis, viespar (Pernis apivorus), Pyrrhocorax pyrrhocorax
- mamifere (7): Galemys pyrenaicus, liliac cu aripi lungi (Miniopterus schreibersii), liliac cărămiziu (Myotis emarginatus), liliac comun (Myotis myotis), liliacul mediteranean cu potcoavă (Rhinolophus euryale), liliacul mare cu potcoavă (Rhinolophus ferrumequinum), liliacul mic cu potcoavă (Rhinolophus hipposideros)
- reptile (1): Lacerta schreiberi

Pe lângă speciile protejate, pe teritoriul sitului au mai fost identificate 1 specie de mamifere.